# 徐鹏飞 (漫画家)
徐鹏飞（1949年—）生於長春，是中華人民共和國漫畫家，1978年开始漫画创作，曾任中國美術家協會漫畫藝委會主任，中国《人民日报》專欄《讽刺与幽默》的主编。

## 外部連結
- 官方网站